# Lodes
Lodes (em occitano:  Lòdas) é uma comuna francesa na região administrativa da Occitânia, no departamento do Alto Garona. Estende-se por uma área de 13.74 km², com 291 habitantes, segundo o censo de 2018, com uma densidade de 21 hab/km².